# 米哈伊尔·波戈金

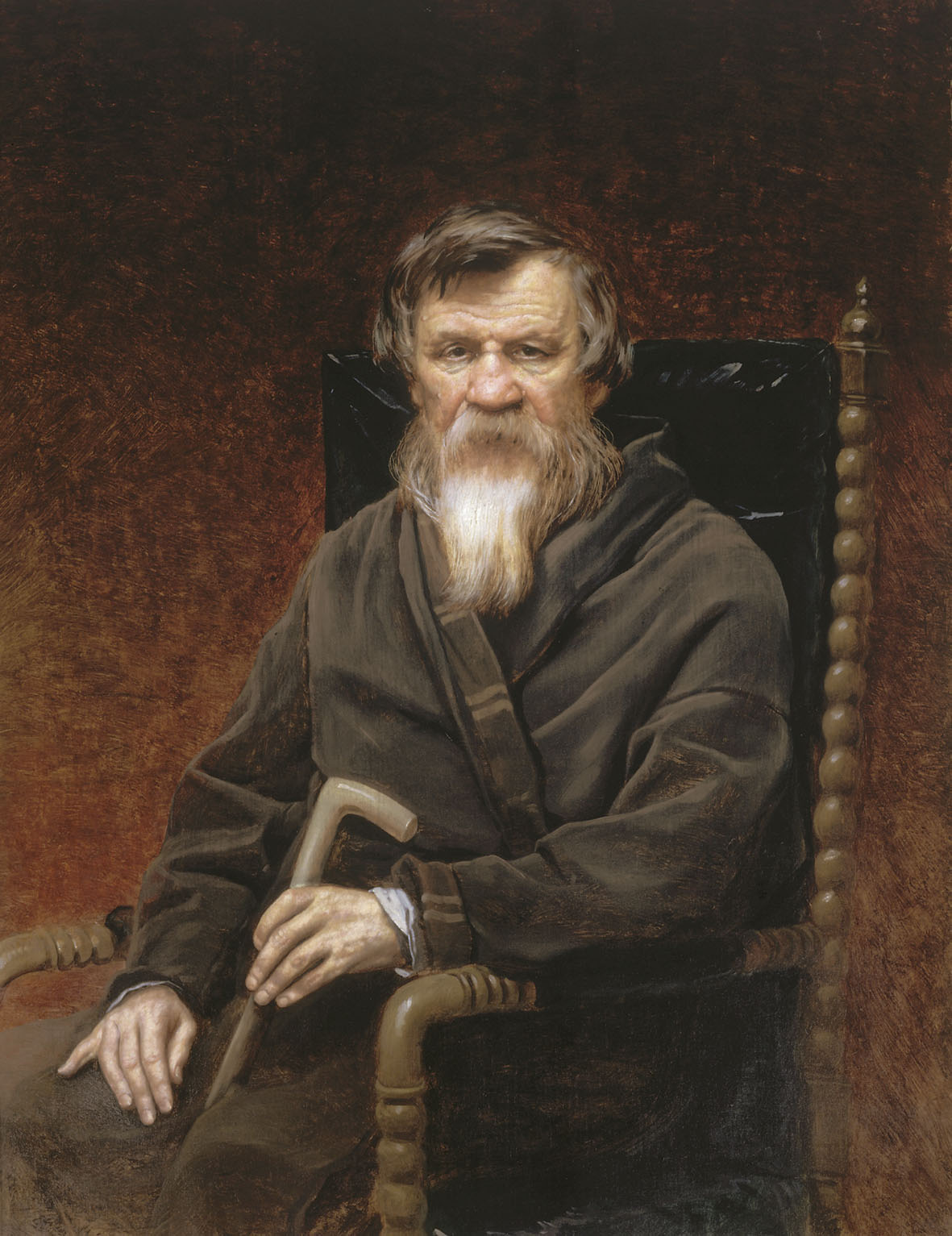
1875年像

米哈伊尔·波戈金(俄语： 1800年11月23日—1875年12月20 ）俄罗斯帝国历史学家和新闻工作者，曾一度主导俄罗斯史学，与俄罗斯帝国教育大臣谢尔盖·乌瓦罗夫等人共同创立官方民族理論。革命家谢尔盖·根纳季耶维奇·涅恰耶夫曾是他的学生。